# Pass Rush
Der Pass Rush bezeichnet im American Football eine Abwehrstrategie, bei der Spieler der Defense versuchen, den gegnerischen Quarterback hinter der Line of Scrimmage unter Druck zu setzen. Der Quarterback soll beim Werfen von Pässen behindert und der Spielzug im Idealfall durch einen Sack beendet werden. Der Pass Rush kommt insbesondere zur Anwendung, wenn die Defense davon ausgeht, dass die gegnerische Offense mit einem Passspielzug des Quarterbacks zum Erfolg kommen will. Dies ist vor allem dann der Fall, wenn der Angriff durch einen einzigen Spielzug einen großen Raumgewinn erzielen muss, um im Ballbesitz zu bleiben (3rd & long).

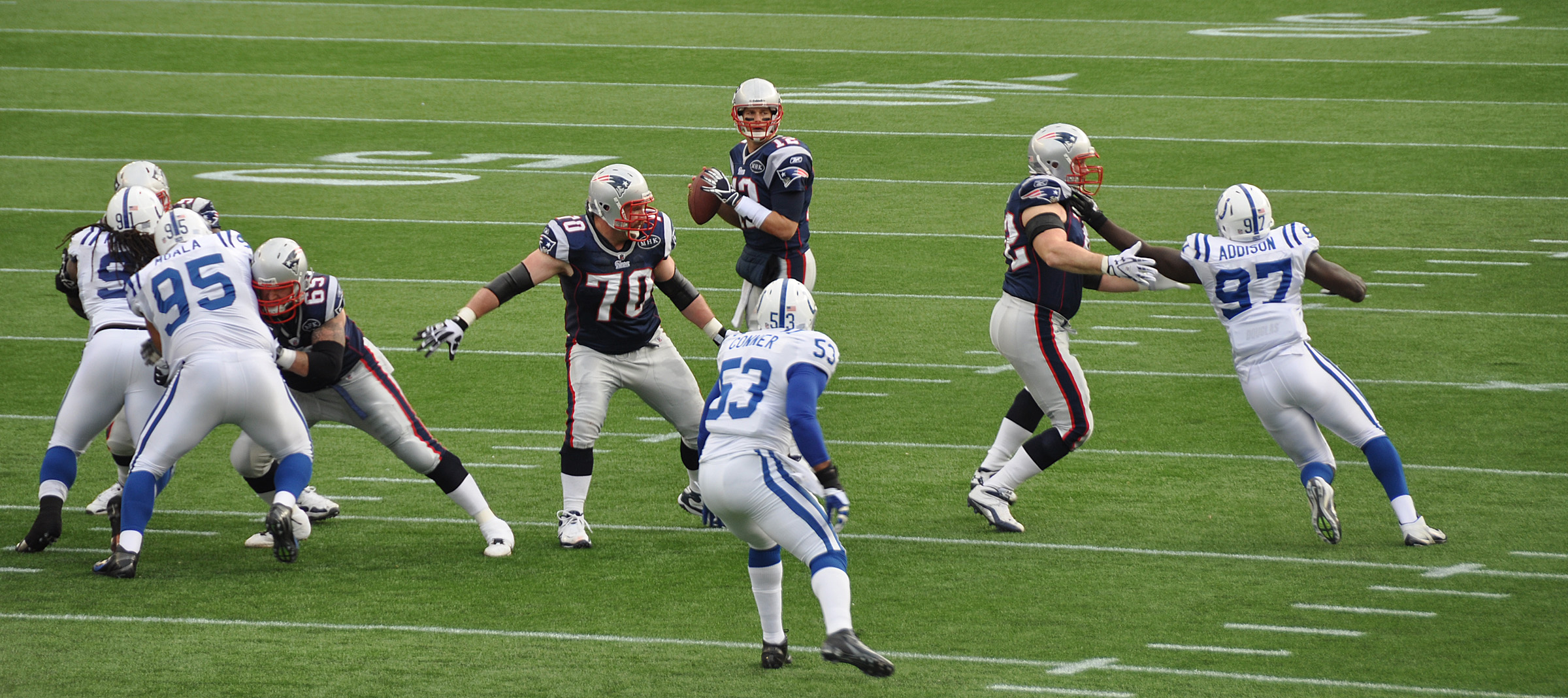
Drei Spieler der Defense der Indianapolis Colts (91, 95, 97) im Pass Rush gegen Quarterback Tom Brady und die Offensive Line der New England Patriots.

Die Defense versucht dabei, durch schnelle Attacken gegen die gegnerische Offensive Line diese zu überlaufen oder zu umlaufen. Dabei wird der Umstand ausgenutzt, dass die Spieler der Offensive Line bei einem Passspielzug nicht über die Line of Scrimmage treten dürfen und somit nur passiv gegen die Pass Rusher agieren können.
Ziel der Abwehrvariante ist es, den Quarterback so zu stören, dass er keinen Pass auf einen Runningback, Wide Receiver oder Tight End werfen kann und Fehler macht. Im günstigsten Fall wird der Quarterback hinter der Line of Scrimmage zu Fall gebracht (Sack), wirft einen Fehlpass (Incomplete Pass), verliert den Ball (Fumble) oder ein gegnerischer Spieler fängt seinen Pass ab (Interception).
Eine aggressive Variante des Pass Rushs ist der Blitz.